# 의사주의
의사주의는 국제법의 강제성은 어디에서 기원하는가에 대한 학설이다. 보편주의와 대립한다.
의사주의는 국가가 자발적으로 동의했기 때문에 국제법이 강제성을 갖는다고 한다. 따라서 국제법은 개별국가의 자발적 동의를 바탕으로 한 조약과 국제관습법만으로 이루어져 있다고 본다. 분쟁시의 소송도, 임의관할권이라고 본다. 즉, 강제로 국가를 재판할 수 없으며, 해당국이 재판하는데 동의를 해야 재판이 시작된다고 본다. 의사주의는 19세기와 20세기 초반까지를 지배했다.
반면, 보편주의 또는 객관주의는 20세기 중반부터 점차 강조되고 있는 추세에 있는 학설로서, 개별국가가 자발적인 동의를 하지 않아도 국제법은 모든 국가에서 법률로 시행되어야 한다고 본다. 국제법은 조약과 국제관습법만으로 구성된 것이 아니라, 오직 자연법 하나로 구성되어 있다고 본다. 국제법의 주체도 의사주의는 국가만이 주체라고 보지만, 보편주의는 종국적으로는 개인만이 국제법의 주체라고 본다.
국제기구의 결의를 비회원국을 포함한 전 세계에서 법적 구속력이 있는 국제관습법이라고 보는 것, 국제재판소에서 개인의 제소, 처벌, 구제를 허용하는 것, 국제사법재판소의 재판준칙에 조약 관습법 이외의 보편적인 기준을 추가한 것, 자발적인 동의를 하지 않은 후진국 정부에 선진국의 인권보장을 강요하는 것, 기타 여러 가지 사례들은, 보편주의가 강화되고 있음을 시사한다.